# Strophanthus kombe
El estrofanto (nombre que comparte con otras especies relacionadas), Strophanthus kombe, es una planta natural del África tropical, especialmente de los ríos Zambeze y Shiré, Grandes Lagos, Guinea, Mozambique, Senegal y Tanganika.

## Descripción
La planta es una liana o arbusto trepador con tallo leñoso que segrega un líquido lechoso cuando se rompe. Trepan a otros árboles más altos y se cuelgan de ellos. Sus hojas son de color verde, opuestas y enteras. Las flores tubulares se agrupan en cimas terminales siendo su corola color crema con tonalidades púrpuras. tiene 10 glándulas con néctar en su interior con segmentos largos de hasta 10 cm de longitud. El fruto es un folículo con piel gruesa que contiene las semillas.

## Medicina popular
- Tónico amargo que estimula el apetito y mejora la digestión.
- Tónico cardíaco que disminuye la frecuencia cardíaca.
- Recomendado en caso de asma bronquial.
- Aunque con menos riesgos que la digital, en grandes dosis es un veneno por lo que no se aconseja su uso.

## En medicina
El estrofanto fue introducido  en la medicina por sir Thomas Fraser, quien descubrió su acción tipo digital mientras estudiaba los venenos de las flechas africanas.
La parte utilizada son las semillas. 

## Principios activos
- Glucósidos cardíacos, basados en la aglicona estrofantidina, que incluyen K-estrofantósido, cimarina, K-estrofantin-ß-cimarina, la mezcla es conocida como estrofantina-K. A diferencia de Strophanthus gratus no contiene ouabaína (estrofantin-G)].[2]

## Taxonomía
Strophanthus kombe fue descrito por Daniel Oliver (botánico)  y publicado en Icones Plantarum 1871: 79, t. 1098. 1871.
Etimología
Strophanthus: nombre genérico que deriva de "strophos" y "anthos" (flor torcida) por los segmentos torcidos de su corola que en alguna especies alcanzan hasta 35 cm de longitud.
kombe: epíteto que es la denominación indígena del veneno que elaboran con sus semillas para emponzoñar sus flechas.